# Tropidion kjellanderi
Tropidion kjellanderi är en skalbaggsart som först beskrevs av Martins 1965.  Tropidion kjellanderi ingår i släktet Tropidion och familjen långhorningar. Inga underarter finns listade i Catalogue of Life.